# Patrick Bona
Patrick Bona (Bolzano, 14 febbraio 1981) è un dirigente sportivo ed ex hockeista su ghiaccio italiano, di ruolo attaccante.

## Carriera

### Club
Patrick Bona esordì con la maglia del Brunico nella stagione 1997-1998, giocando con la squadra pusterese anche la stagione successiva. Nel 1999 si trasferì invece al Merano, mentre dal 2000 al 2002 giocò per i Vipiteno Broncos. Dopo un'altra stagione trascorsa con il Merano Bona tentò l'esperienza all'estero nella Ligue Magnus francese con la maglia del Brest.
Dopo 12 partite giocate Bona fece ritorno in Italia e concluse la stagione 2003-2004 con la maglia del Ritten Sport. Nell'estate del 2004 tornò a vestire la maglia del Val Pusteria. Nelle stagioni successive diventò uno dei leader della squadra, oltre a uno dei migliori marcatori italiani.
Nella stagione 2010-2011 vinse la Coppa Italia, primo successo nella propria carriera e arrivò in finale scudetto contro l'HC Bolzano, mentre nel settembre dello stesso anno si aggiudicò con il Val Pusteria la Supercoppa italiana continuando il rapporto con la formazione altoatesina per la decima stagione consecutiva.
Nelle stagioni successive Bona continuò a vestire la maglia del Val Pusteria, arrivando a oltre 400 partite disputate e oltre 150 reti segnate, quinto miglior marcatore nella storia della società.
Nel 2013, assieme ad altri cinque giocatori ed ex giocatori (Alex Gusella, Oliver Schenk, Luca Scardoni, Matthias Lazzeri e Thomas Oberegger) ha acquisito l'HC Bressanone.
Nel giugno del 2018 ha lasciato il Val Pusteria dopo oltre 700 incontri in maglia giallonera, per passare proprio al Bressanone. La squadra, neopromossa in seconda serie, chiuse la stagione con un buon quarto posto, e le buone prestazioni di Bona (18 gol e 7 assist) gli valsero la conferma.

### Nazionale
Dopo aver militato nelle rappresentative giovanili alla fine degli anni 1990, Patrick Bona fece il proprio esordio con la maglia della Nazionale italiana in occasione di alcune amichevoli nel corso della stagione 2009-10, per poi essere convocato nuovamente nella stagione 2013-2014. Nella primavera del 2014 partecipò al campionato mondiale disputatosi in Bielorussia.

### Dirigente
Dall'estate 2020, quando ancora vestiva la maglia dei Falcons, è stato nominato direttore sportivo del Val Pusteria.

## Palmarès

### Club
- Coppa Italia: 1

Val Pusteria: 2010-2011
- Supercoppa italiana: 2

Val Pusteria: 2011, 2014